# Porta Ardeatina

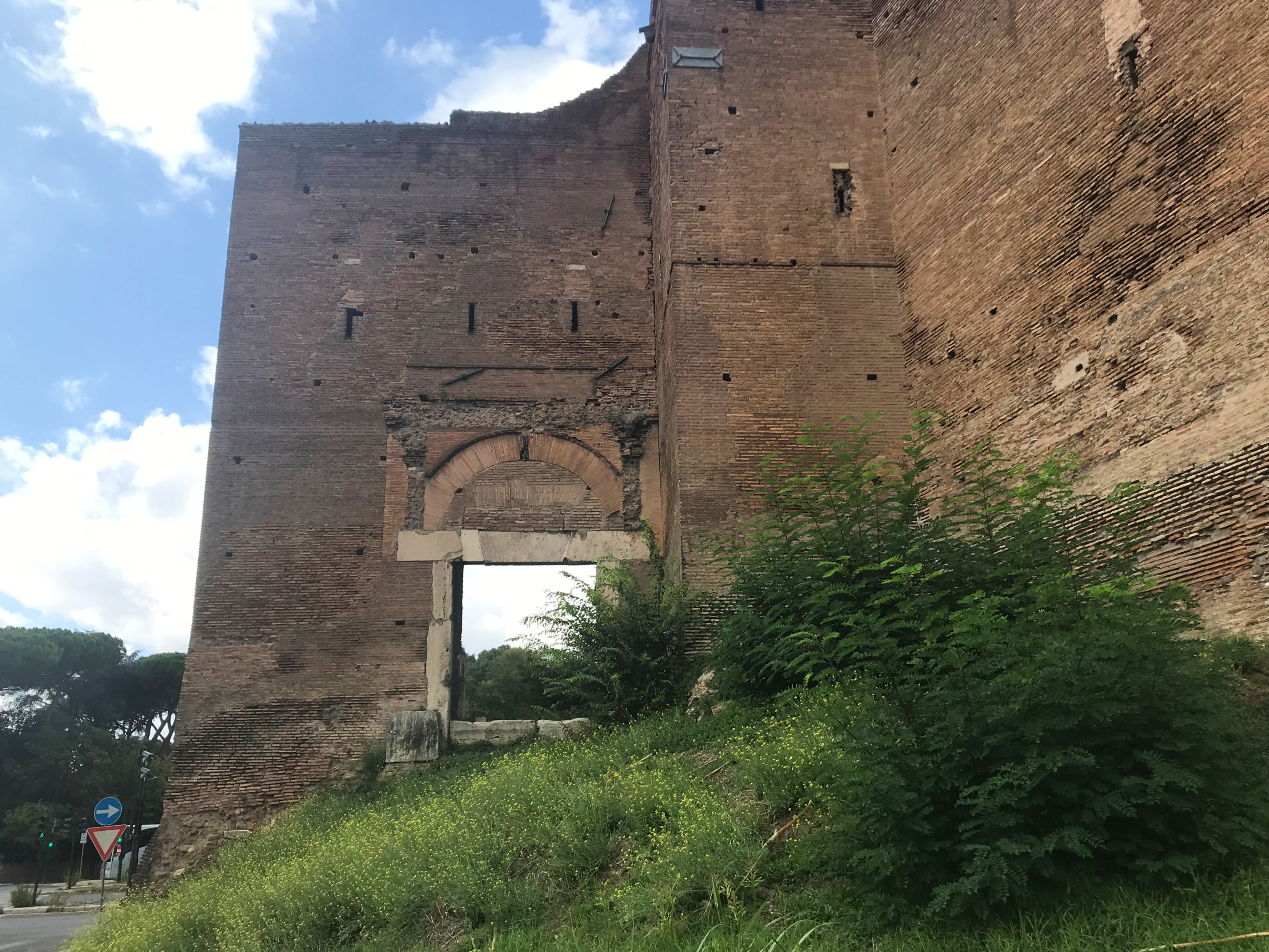
Vermutete Reste der Porta Ardeatina in Rom.

Die Porta Ardeatina war vermutlich ein Tor in der zwischen 271 und 275 n. Chr. erbauten Aurelianischen Mauer in Rom und befand sich an der Stelle, an der die Via Ardeatina die Mauer passierte, also im südlichen Abschnitt der Mauer. Gleichwohl ist ein solches Tor nicht überliefert. Da im Bereich des vermuteten Standorts die Mauer im Jahre 1538 durch den Bau der Bastion des Antonio di Sangallo zerstört wurde, gibt es nur anhand von Zeichnungen Indizien dafür, dass sich dort ein Tor befunden haben könnte. Über Größe und Bedeutung der Anlage ist nichts bekannt. Dem Zeugnis des Poggio Bracciolini zufolge trug das genannte Tor eine Inschrift des Honorius und war daher Teil der umfassenden Erneuerungsarbeiten an der Aurelianischen Mauer. In dem Fall sollte das Tor aber eine gewisse Größe und Bedeutung besessen haben. Die kleine, unscheinbare Öffnung in der Aurelianischen Mauer, die mit der porta Ardeatina in Verbindung gebracht wird, würde dieses Kriterium nicht erfüllen.